# Bohdan Rutkowiak
Bohdan Rutkowiak (ur. 29 marca 1933 w Gogolewie, zm. 16 września 2021 w Gdańsku) – polski profesor weterynarii, autor ok. 160 prac naukowych. Zajmuje się również działalnością artystyczną – m.in. tworzeniem ekslibrisów.

## Życiorys
Urodzony 29 marca 1933 roku w Gogolewie w Wielkopolsce w rodzinie nauczycielskiej. W 1951 roku w Poznaniu zdał maturę z wyróżnieniem, a w 1956 roku ukończył Leningradzki Instytut Weterynaryjny, uzyskując dyplom lekarza weterynarii, również z wyróżnieniem. Pracę zawodową rozpoczął w 1956 roku w Państwowym Zakładzie Leczniczym dla Zwierząt w Gdańsku, którego później był kierownikiem. Pracował następnie w Ambulatorium w Gdańsku-Oliwie, w Pracowni Konsultacyjno-Klinicznej Zakładu Higieny Weterynaryjnej (ZHW), na Oddziale Weterynaryjnej Ochrony Produkcji Zwierzęcej ZHW. W 1989 roku podjął pracę w Miejskim Ogrodzie Zoologicznym Wybrzeża, pracując jednocześnie w ZHW do 1990 roku. W 1993 otworzył prywatny gabinet weterynaryjny..
Pracę naukowo-badawczą rozpoczął w 1959 roku. Stopień naukowy doktora nauk weterynaryjnych uzyskał w 1965 roku na Wydziale Weterynaryjnym Akademii Rolniczej w Lublinie, a stopień doktora habilitowanego w 1973 roku na Wydziale Akademii Rolniczo-Technicznej w Olsztynie. Tytuł naukowy profesora nadzwyczajnego uzyskał w 1988 roku. Jest promotorem trzech prac doktorskich, recenzentem czterech dysertacji doktorskich, trzech rozpraw habilitacyjnych, ponadto recenzował dwa wnioski o nadanie tytułu profesora oraz kilka krajowych projektów badawczych.
Po utworzeniu w 1975 roku jedynego w Polsce Oddziału Weterynaryjnej Ochrony Produkcji Zwierzęcej, Rutkowiak zajął się prawie wyłącznie diagnostyką chorób, profilaktyką i lecznictwem stad bydła mlecznego. W okresie rozkwitu Oddziału wyniki kompleksowych badań dotyczyły 380 stad bydła. Wykonywano setki tysięcy badań hematologicznych, biochemicznych krwi, pasz oraz kompleksowych badań wskaźników zoohigienicznych.
Łącznie ogłosił drukiem 160 prac, poświęcił je problemom wielkiego stada, zwłaszcza zaburzeniom trawiennym i metabolicznym bydła oraz wdrożeniu własnego algorytmicznego programu diagnostycznego; tematyce rentgenowskiej; zagadnieniom zdrowia i pielęgnacji psów i kotów; chorobom zwierząt nieudomowionych, oraz ikonografii ekslibrisów weterynaryjnych. Podjął także problem pracy i etyki w nowych warunkach funkcjonowania lecznictwa zwierząt. Opierając się na własnych badaniach opracował podręcznik zatytułowany: „Zaburzenia trawienne i metaboliczne w stadach krów mlecznych” (PWRiL, Warszawa 1987 r.)

## Odznaczenia
- Krzyżem Oficerskim Orderu Odrodzenia Polski (1996)
- Krzyżem Kawalerskim Orderu Odrodzenia Polski (1987)
- Medalem Honorowym Krajowej Izby Lekarsko Weterynaryjnej „Bene de Veterinaria Meritus”
- Odznaką Honorową Polskiego Towarzystwa Nauk Weterynaryjnych „Merito pro Societate”
- Złotą Odznaką Związku Lekarzy i Techników Weterynaryjnych (ZLiTwet),
- Odznakami „Zasłużony dla miasta Gdańska”, „Zasłużony dla województwa elbląskiego” oraz innymi.

## Twórczość artystyczna
Jest twórcą około 400 ekslibrisów – wykonanych przede wszystkim techniką linorytniczą, ale i własną. Pojawiają się w nich motywy związane z przyrodą i mitologią – w szczególności postaci centaura Chejrona. Wiele z nich wystawianych było na polskich, europejskich, jak i międzynarodowych wystawach. Znajdują się one również wielu prywatnych zbiorach. Oprócz ekslibrisu Bohdan Rutkowiak zajmował się również tkactwem artystycznym, rzeźbą w drewnie i rysunkiem satyrycznym.